# ليونارد الكسندر
ليونارد الكسندر (بالإنجليزية: Leonard Alexander)‏ (1 سبتمبر 1921 في أستراليا - 22 يوليو 2012) هو لاعب كريكت أسترالي. لعب مع فريق تسمانيا للكريكت.

## وصلات خارجية
- ليونارد الكسندر على موقع إي آس بي آن كريك إنفو (الإنجليزية)